# アントニー・グラボウスキー

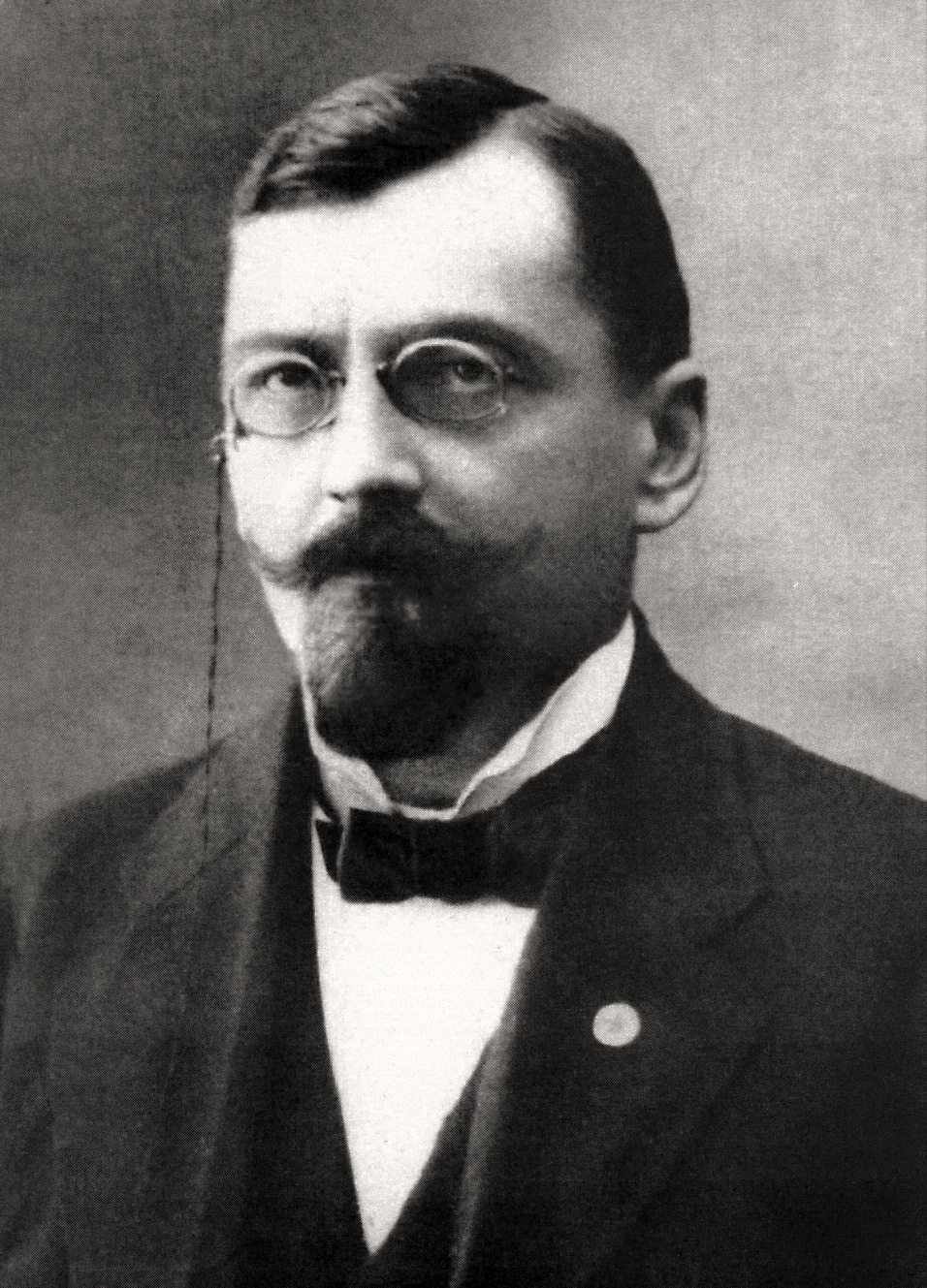
アントニー・グラボウスキー

アントニー・グラボウスキー（Antoni Grabowski, 1857年6月11日 - 1921年7月4日）は、ポーランドの化学技術者、エスペラントの運動家。初期のエスペラントの発展に貢献した。

## 生涯

### 学歴・職歴
プロイセン王国のクルム（現在のポーランド・ヘウムノ）近郊のノイグート（現在のクヤヴィ＝ポモージェ県ノヴェ・ドブラ生まれ。生後すぐに彼の家族はトルンへ転居した。
貧しかったため基礎学校を出た後すぐ働かなければならなかったが、援助を受けず独学でギムナジウムに入るために勉強した。そして入学試験でぬきんでた成績でギムナジウムに入ることができた。
トルンのギムナジウムでの彼の成績は優秀だった。
1879年9月にギムナジウムを卒業してまもなく彼の家族の財政事情が良くなった。グラボウスキーはブレスラウ大学（Vroclavo）で哲学と自然科学を学んだ。後に化学技師としてザヴィエルチェ Zawiercie や現在のチェコの各地で働き、後にモスクワから北東に250km離れた都市イヴァノヴォ・ヴォズネセンスクの織物工場の所長になった。
その後も化学の研究を続け、彼の多くの工業技術上の発明をしてヨーロッパ中で有名になった。専門的な記事を雑誌Chemik PolskiやPrzegląd Technicznyに投稿した。彼はIra Remsenの化学の専門書をポーランド語に翻訳し、後に技術的な専門用語をポーランド語に翻訳する委員会のメンバーになった。そして、数年かかって1906年にポーランド人のための最初の化学の専門用語の辞書Słownik chemicznyを出版した。

### エスペラント運動
グラボウスキーは大学時代すでに文学に興味を持っていた。彼はスラブ語文学協会(Towarzystwo Literacko-Słowianskie)の会員だったが、ポーランド語の文学だけに飽き足らずさまざまな言語を習得した。後にはポーランド語の他に9ヶ国語を話し、加えてそのほか15ヶ国語を理解できたという。
多言語を習得するうち国際語運動に興味を持ち、ヴォラピュクを勉強した。しかし、ヴォラピュクの草案者シュライヤーのもとを訪れたとき、シュライヤー自身がヴォラピュクを話せないことがわかったためヴォラピュクに見切りをつけ手を引いた。けれども彼は国際語への興味を捨てきれなかった。
1887年にザメンホフの国際語計画（後にエスペラントと呼ばれる）の仮綴本を買って研究し、その容易さと表現能力に興味を持った。そしてワルシャワのザメンホフの元を訪れ、初対面でエスペラントで話すことができた。エスペラントが実際に使える言語だと感じ、以後ザメンホフとともにエスペラント運動を発展させていった。なお、ザメンホフと初対面でいきなりエスペラントで話したのはグラボウスキーが最初である。
エスペラントはまだ発展途上だったため文学的表現もできるように鍛えることが必要だった。
グラボウスキーはプーシキンの『吹雪』(La neĝa blovado)を1888年に訳し、次いで1889年にゲーテの『兄弟たち』(La gefratoj)を訳し、エスペラントの文学の発展に尽力した。
1890年代の初め、エスペラントの広まりの遅さに業を煮やし、グラボウスキーは独自のエスペラントの改造案さえ考えた。しかし1894年のエスペラントを改造するか否かを決める投票の際には反対派に回った。そして言語を改造させないための言語の基礎、いわゆる「エスペラントの基礎」の草案に携わった。
1904年にワルシャワエスペランティストの会が創設されたとき、グラボウスキーはその議長になった。それが1908年にポーランドエスペラント協会に改編されたのちも議長として活躍した。同年からエスペラント学士院の文法部門を担当した。またエスペラントについて講演し、講習会を開いた。1908年から1914年までグラボウスキーはワルシャワの幾つかの学校でエスペラントの講習会を開いた。このころエスペラントの準備教育の価値に気づき、フランス語やラテン語を学習する前にエスペラントを学ぶと学習しやすくなることを説いていった。
彼の文学選集「人々の詩集から」(El Parnaso de Popoloj), は1913年に発表された。30の言語から翻訳した110の詩とエスペラントオリジナルの6つの詩の詩集だった。
第一次世界大戦中に家族はロシアに逃れ、病気を抱えていたグラボウスキーはワルシャワに残った。このころミツキェヴィチの叙事詩『パン・タデウシュ』を「スィニョーロ・タデーオ」(Sinjoro Tadeo)という題名で訳した。
1917年のザメンホフの死はグラボウスキーを悲しませた。そのころから心臓病が彼の身体を蝕んでいったが、貧しさのため満足な治療ができなかった。
戦争が終わりグラボウスキーの家族が帰ったとき、彼は既にかなり悪くなっていたが、1921年に心臓病のためワルシャワで死ぬまでエスペラントの発展に尽力した。

## 著作

### 詩
- 『夜明け』ラ・タギージョLa tagiĝo  - ラ・エスペーロに次いでエスペラントの行事などでよく歌われる
- La reveno de l`filo
- Sur unu kordo
- La pluva tago
- Al la semanto
- Jubilea kantato
- Saluto el Varsovio

### 文学詩集
- La liro de la esperantistoj - 詩集  - 1893年
- 『人々の詩集から』El Parnaso de Popoloj -  詩集

### 翻訳
- La Gefratoj (ゲーテ) - 1889年
- Mazepa   la dramo (Juliusz Słowacki)
- Halka   la opero  (Stanisław Moniuszko)
- 『パン・タデウシュ』Sinjoro Tadeo (ミツキェヴィチ)
- 『吹雪』La neĝa blovado  (プーシキン) - 1888年
- En Svisujo  (Juliusz Słowacki)
- Ŝi la Tria (Henryk Sienkiewicz)
- Pekoj de Infaneco (Bolesław Prus)
- Consilium Facultatis (Fredo)

### その他
- Kondukanto internacia de l' interparolado
- Granda Vortaro Pola-E kaj E-Pola

### 記事
- Esperanto kiel propedeŭtiko de lingvoj, (Pola Esperantisto), 1908年